# Indie na Letnich Igrzyskach Paraolimpijskich 1988
Indie na Letnich Igrzyskach Paraolimpijskich 1988 w Seulu reprezentowało 3 zawodników. Był to czwarty start reprezentacji Indii na Letnich igrzyskach paraolimpijskich.

## Reprezentanci

### Lekkotletyka
- Malathi Holla - bieg na 200 m kobiet (A1-3A9L2)
- Digambar Mehendale - rzut dyskiem mężczyzn (A1-3A9L3)

### Bowls
- Digambar Mehendale - singiel mężczyzn (LB1)